# Face Off (álbum de Bow Wow & Omarion)
Face Off é um álbum de colaboração do rapper Bow Wow e o cantor de R&B Omarion. O álbum foi lançado em 11 de Dezembro de 2007 pela Columbia nos Estados Unidos.

## Informação do Álbum
O primeiro single do álbum foi "Girlfriend", o segundo single "Hey Baby (Jump Off)".
Este título do álbum foi inspirado no filme de 1997 de mesmo nome estrelado por John Travolta e Nicolas Cage.
Vulgaridades nas versões de varejo são censuradas para evitar a Parental Advisory. No entanto, o iTunes tem disponível a versão original explícita, bem como a versão editada, tornando assim o primeiro álbum de Bow Wow e Omarion a receber uma etiqueta PA em qualquer um dos seus álbuns.
A partir de 1 de Maio de 2009, Face Off, vendeu 500 mil+ cópias nos E.U.A..

## Faixas
| N.º | Título                  | Produtor                      | Duração |  |
| 1.  | "Face Off"              | Multi Muzic, Kevin Perry      | 2:10    |  |
| 2.  | "Hoodstar"              | Scott Storch                  | 3:17    |  |
| 3.  | "Girlfriend"            | The-Dream, T-Pain             | 4:44    |  |
| 4.  | "Hey Baby (Jump Off)"   | Rick Rubin                    | 3:08    |  |
| 5.  | "He Ain't Gotta Know"   | T-Pain                        | 3:56    |  |
| 6.  | "Bachelor Pad"          | Calvo Da Gr8                  | 3:19    |  |
| 7.  | "Listen"                | Lil' Ronnie, Jayshawn Smith   | 4:57    |  |
| 8.  | "Can't Get Tired of Me" | Ricky "Ric Rude" Lewis        | 4:10    |  |
| 9.  | "Number Ones"           | Stereotypes                   | 2:52    |  |
| 10. | "Baby Girl"             | L. T. Hutton, Marques Houston | 3:57    |  |
| 11. | "Take Off Your Clothes" | Lil' Ronnie, Jayshawn Smith   | 3:31    |  |
| 12. | "Another Girl"          | Jim Jonsin                    | 3:25    |  |

| Bonus Tracks Japonês |                          |                             |         |  |
| N.º                  | Título                   | Produtor                    | Duração |  |
| 1.                   | "Lights, Camera, Action" | Lil' Ronnie, Jayshawn Smith | 3:23    |  |
| 2.                   | "Let Me Hold You"        | Jermaine Dupri, No I.D.     | 4:08    |  |

## Desempenho nas Paradas
| Parada (2007)                         | Posição |
| ------------------------------------- | ------- |
| U.S. Billboard 200                    | 11      |
| U.S. Billboard Top R&B/Hip-Hop Albums | 2       |
| U.S. Top Rap Albums                   | 1       |